# ブランドーリふせ
ブランドーリふせとは、大阪府東大阪市と大阪府大阪市東成区に跨る商店街。

## 概要
近鉄布施駅西側から北へ伸び、府道24号大阪東大阪線に至る商店街である。総延長約600m。

一番街から四番街まであり、それぞれ別の商店街振興組合がある。なお、布施駅側（南側）から、一番街、二番街となっている。

商店街の中を府道159号平野守口線が通過している。この府道は中高野街道を踏襲しており、守口市の土居にもアーケード商店街区間がある。

## アクセス
- 布施駅 - 近鉄奈良線・大阪線 下車すぐ
- 小路駅 - Osaka Metro千日前線 1号・3号出入口より徒歩約6分
- 大阪シティバス 布施駅前停留所にて下車すぐ
- 近鉄バス 布施駅前停留所にて下車すぐ
- 大阪バス 布施駅南口停留所にて下車すぐ
- なお、四番街については、大阪シティバスの高井田停留所が近い[2]。